# Catasticta uricoecheae
Catasticta uricoecheae är en fjärilsart som först beskrevs av Felder 1861.  Catasticta uricoecheae ingår i släktet Catasticta och familjen vitfjärilar.
Artens utbredningsområde är Colombia. Inga underarter finns listade i Catalogue of Life.